# Goas
Goas ist eine kleine französische Gemeinde mit 37 Einwohnern (Stand: 1. Januar 2022) im Département Tarn-et-Garonne in der Region Okzitanien, in der Lomagne. Sie gehört zum Arrondissement Castelsarrasin und zum Kanton Beaumont-de-Lomagne. Sie grenzt im Norden und im Osten an Faudoas, im Süden an Le Causé und im Westen an Maubec.

## Bevölkerungsentwicklung
| Jahr      | 1962 | 1968 | 1975 | 1982 | 1990 | 1999 | 2008 | 2015 |
| --------- | ---- | ---- | ---- | ---- | ---- | ---- | ---- | ---- |
| Einwohner | 52   | 54   | 35   | 32   | 30   | 33   | 38   | 37   |